# Cleveland Abduction
Cleveland Abduction is een Amerikaanse misdaadfilm uit 2015, geregisseerd door Alex Kalymnios. De televisiefilm werd gerealiseerd in opdracht van Lifetime, waar het in première ging op 2 mei 2015. Het verhaal is gebaseerd op de autobiografie Finding Me: A Decade of Darkness, a Life Reclaimed van Michelle Knight. 

## Verhaal
In 2002 wordt Michelle Knight ontvoerd door Ariel Castro. Castro is een kennis van Knight en weet haar zijn huis in te lokken door te zeggen dat zijn hond net puppy's heeft gekregen en één daarvan aan haar zoon wil schenken. Elf jaar lang wordt ze gevangen gehouden in het huis van Castro, die in de loop der jaren nog twee andere vrouwen ontvoert en samen met Knight gevangen houdt. De vriendschap tussen de drie vrouwen geeft hen allen de mentale weerstand om niet te breken onder de mishandelingen van Castro.

## Rolverdeling
| Acteur         | Personage       |
| -------------- | --------------- |
| Taryn Manning  | Michelle Knight |
| Raymond Cruz   | Ariel Castro    |
| Katie Sarife   | Gina DeJesus    |
| Samantha Droke | Amanda Berry    |
| Pam Grier      | Carla           |
| Joe Morton     | agent Solano    |